# Saab 90 Scandia
Saab 90 Scandia je bilo dvomotorno propelersko potniško letalo, ki ga je razvil švedski Svenska Aeroplan Aktiebolaget (SAAB) v 1940-ih. Prvič je poletel 16. novembra 1946. Letalo je bilo zasnovano kot naslednik Douglas DC-3. Vsega je bilo zgrajeno samo 18 letal. 
Kapaciteta je bila 24–32 potnikov. Imel je uvlačljivo pristajalno podvozje tipa tricikel.

## Specifikacije
Podatki iz From Seventeen to Thirty-Nine
Splošne karakteristike
- Število sedežev: 24 - 32 potnikov
- Dolžina: 21,30 m (69 ft 10½ in)
- Razpon kril: 28,00 m (91 ft 10½ in)
- Višina: 7,40 m (24 ft 3½ in)
- Površina kril: 85,70 m² (922,5 sq ft)
- Teža praznega letala: 9960 kg (21958 lb)
- Maks. vzletna teža: 15900 kg (35053 lb)
- Pogon letala: 2 ×  14-valjni bencinski zvezdasti motor Pratt & Whitney R-2180-E Twin Wasp E, 1825 KM (1361 kW) (z vbrizgom vode) vsak

 Zmogljivost 
- Maks. hitrost: 450 km/h (243 vozlov, 280 mph) na višini 2600 m (8530 ft)
- Potovalna hitrost: 340 km/h (183 vozlov, 211 mph) (normalna potovalna)
- Doseg: 2650 km (1432 nmi, 1647 milj)
- Višina leta: 7500 m (24605 feet)
- Hitrost vzpenjanja: 7,5 m/s (1475 ft/min)

## GLej tudi
- CASA C-207 Azor
- Convair CV-240
- Douglas DC-3
- Martin 4-0-4
- Vickers VC.1 Viking